# Thaís Melchior
Thaís de Souza Melchior Affonso (Rio de Janeiro, 2 de novembro de 1990) é uma atriz brasileira. Tornou-se conhecida nacionalmente pela sua atuação em novelas como Vitória, As Aventuras de Poliana, Gênesis e Poliana Moça. 

## Biografia e carreira
Thaís cresceu na Tijuca, bairro da zona norte do Rio de Janeiro e, quando criança foi matriculada por sua mãe no curso de teatro do Tablado para que vencesse a timidez, interessando-se pela profissão de atriz a partir de então. Estreou na televisão em 2009 fazendo algumas participações, como Caras & Bocas e Viver a Vida e, no mesmo ano, integrou o elenco da série Beijo, Me Liga, do canal Multishow, onde viveu a jovem Tainá. Em 2011, Melchior passou nos testes para Malhação, interpretando a mística Cristal, que iniciava a temporada como a protagonista de boa índole e, ao passar do tempo, torna-se a antagonista. Em 2013, foi escalada para viver Bia no remake de Saramandaia.
Em 2014, Thaís assinou o contrato com a RecordTV e estreou como a protagonista Diana em Vitória, uma jóquei que sonhava em ser campeã de hipismo e se envolvia com seu suposto meio-irmão sem saber que tudo fazia parte do plano do rapaz para se vingar de seu pai. Em 2016, a atriz foi escalada para viver a feminista e abolicionista Filipa em Escrava Mãe, porém acabou sendo remanejada para A Terra Prometida, onde interpretou a protagonista Aruna, uma arqueira a frente do tempo que lutava na guerra ao lado dos homens. Em 2017, fez uma participação como uma robô chamada Melina na terceira fase de Apocalipse.
Em 2018, Thaís foi contratada pelo SBT para substituir Milena Toscano como a protagonista adulta de As Aventuras de Poliana, Luísa D’ávila a partir do quarto mês de novela, uma vez que a atriz original havia engravidado e precisou deixar a trama, embora o papel precisasse continuar. Em 2021, retorna para a RecordTV e vive a personagem Raquel, na novela Gênesis. Logo em seguida, faz A Bíblia com duas personagens: Raquel e Aruna, depois, foi recontratada pelo SBT e retorna para a novela Poliana Moça como Tia Luisa.

## Vida pessoal
Thais foi casada com o sociólogo Sávio Pontes, o casamento ocorreu em 23 de novembro de 2015, eles se relacionavam desde a faculdade. Atualmente mantém um relacionamento desde 2019, com o produtor Alex Grutti.

## Filmografia

### Televisão
| Ano       | Título                  | Personagem             | Notas                          |
| --------- | ----------------------- | ---------------------- | ------------------------------ |
| 2009      | Caras & Bocas           | Noiva                  | Episódio: "25 de junho"        |
| 2009      | Viver a Vida            | Modelo                 | Episódio: "16 de setembro"     |
| 2009      | Beijo, Me Liga          | Tainá Castro           |                                |
| 2010      | Malhação ID             | Lissa                  | Episódio: "10 de março"        |
| 2011–2012 | Malhação Conectados     | Cristal Vianna         |                                |
| 2013      | Saramandaia             | Beatriz de Souza (Bia) |                                |
| 2014–2015 | Vitória                 | Diana Ferreira         |                                |
| 2016–2017 | A Terra Prometida       | Aruna                  |                                |
| 2017      | Apocalipse              | Melina (protótipo)     | Episódios: "11–27 de dezembro" |
| 2018–2020 | As Aventuras de Poliana | Luísa D'Avila          | A partir do episódio 95        |
| 2021      | Gênesis                 | Raquel                 |                                |
| 2022–2023 | Poliana Moça            | Luísa D'Avila Pessoa   |                                |
| 2025      | O Senhor e a Serva      | Isabella               |                                |

### Cinema
| Ano  | Título                            | Personagem    | Notas          |
| ---- | --------------------------------- | ------------- | -------------- |
| 2007 | Iniquidades                       | Clara         | Curta-metragem |
| 2008 | Flor de Lis                       |               | Curta-metragem |
| 2023 | As Aventuras de Poliana - O Filme | Luísa D'Avila | Protagonista   |

### Videoclipes
| Ano  | Título      | Cantor |
| ---- | ----------- | ------ |
| 2012 | "Só Eu Sei" | Jack B |

## Teatro
| Ano  | Título             | Papel           | Notas |
| ---- | ------------------ | --------------- | ----- |
| 2024 | A Tomada de Laguna | Anita Garibaldi |       |

## Prêmios e indicações
| Ano  | Prêmio                  | Categoria               | Trabalho                | Resultado |
| ---- | ----------------------- | ----------------------- | ----------------------- | --------- |
| 2012 | Meus Prêmios Nick       | Gata do Ano             | Malhação Conectados     | Indicada  |
| 2015 | Prêmio Contigo! de TV   | Melhor Atriz            | Vitória                 | Indicada  |
| 2019 | Prêmio Contigo! Online  | Melhor Atriz de Novela  | As Aventuras de Poliana | Venceu    |
| 2020 | Troféu Internet         | Melhor Atriz            | As Aventuras de Poliana | Indicada  |
| 2021 | Prêmio Jovem Brasileiro | Melhor Atriz            | As Aventuras de Poliana | Indicada  |
| 2021 | Prêmio Notícias da TV   | Ator ou Atriz de Novela | Gênesis                 | Indicada  |
| 2022 | Prêmio Jovem Brasileiro | Melhor Atriz            | Poliana Moça            | Indicada  |
| 2023 | Troféu Internet         | Melhor Atriz de Novela  | Poliana Moça            | Pendente  |